# 上海师范大学附属喀什中学
上海师范大学附属喀什中学又名喀什第六中學，是中華人民共和國新疆維吾爾自治區喀什市的一所寄宿制公辦完全中學，成立於1957年7月，是新疆維吾爾自治區的一所重點中學。該學校只招收非漢人學生。2019年4月14日，上海师范大学与新疆喀什地区行政公署、上海援疆前方指挥部共同签署「联合建设上海师范大学附属喀什中学的协议」，同時喀什第六中學加掛「上海师范大学附属喀什中学」。